# Eparchia di Kansk

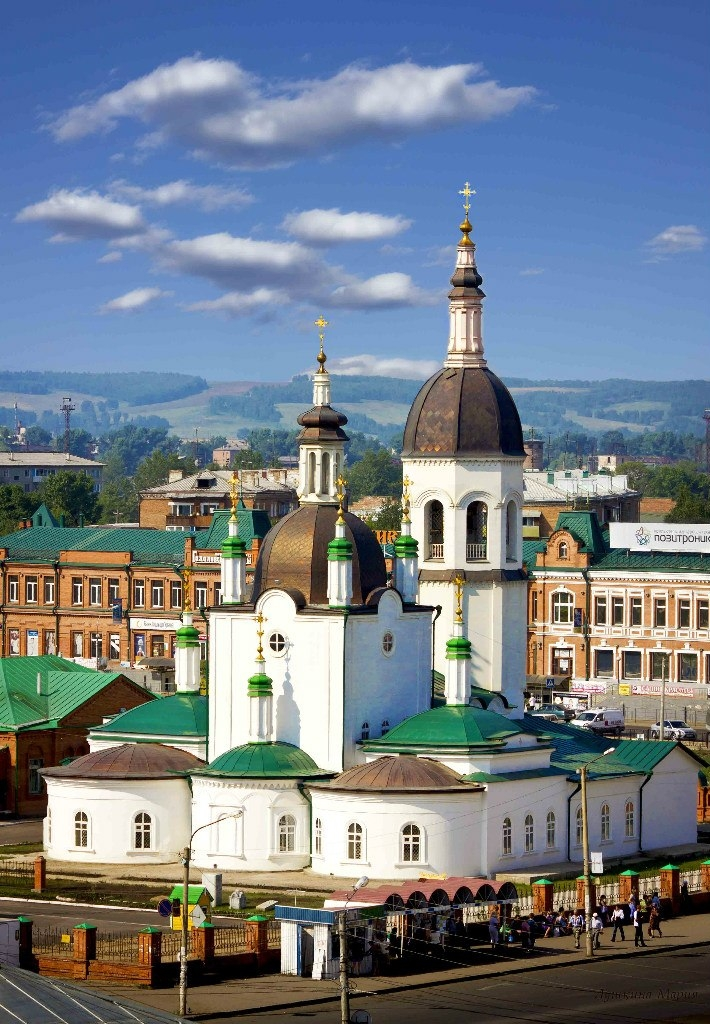
La cattedrale della santissima Trinità di Kansk.

L'eparchia di Kansk (in russo Канская епархия?) è una diocesi della Chiesa ortodossa russa, appartenente alla metropolia di Krasnojarsk.

## Territorio
L'eparchia comprende la parte sud-orientale del territorio di Krasnojarsk.
Sede eparchiale è la città di Kansk, dove si trova la cattedrale della Santissima Trinità.
L'eparca ha il titolo ufficiale di «eparca di Kansk e Bogučany».

## Storia
L'eparchia è stata eretta dal Santo Sinodo della Chiesa ortodossa russa il 27-28 dicembre 2011 ricavandone il territorio dall'eparchia di Krasnojarsk.